# Marc Scherbateyev
Marc Scherbateyev (1 december 1969) is een Nederlands tekenaar/grafisch realist. 
Zijn werk is (hyper)realistisch en balanceert tussen striptekeningen, zoals zijn 'Nudiske'-cartoons, en grafisch werk zoals zijn geïllustreerde dichtbundel 'Tien Jaar Treurig' (2017) en het horrorboek 'Monstober' (2020).
Zijn tekeningen waren te zien in het inmiddels ter ziele gegane Strips! museum in Rotterdam, het Nederlands Stripsmuseum in Groningen en is deel van de bibliotheek van het Allard Piersonmuseum in Amsterdam.